# Garges-lès-Gonesse
Garges-lès-Gonesse egy község Franciaországban. Lakosainak száma 42 388 fő (2022. január 1.).

## Földrajza
Garges-lès-Gonesse Arnouville-lès-Gonesse, Dugny, Stains, Bonneuil-en-France és Sarcelles községekkel határos.